# Amphichama argentata
Amphichama argentata is een tweekleppigensoort uit de familie van de Chamidae. De wetenschappelijke naam van de soort is voor het eerst geldig gepubliceerd in 1958 door Kuroda & Habe.